# Phân cấp hành chính Ấn Độ
Các địa phương của Ấn Độ về cơ bản được chia thành 4 cấp. Tuy nhiên, hiến pháp Ấn Độ cho phép các bang có nhiều quyền tự chủ cả về mặt tổ chức hành chính, nên một số bang có thể theo 5 hay 6 cấp hành chính địa phương.
Các tiểu bang và vùng lãnh thổ Ấn Độ thường sử dụng các danh hiệu địa phương khác nhau cho cùng cấp độ phân khu (ví dụ, đơn vị hành chính tương đương cấp xã Mandal ở Andhra Pradesh và Telangana tương ứng với Tehsil ở Uttar Pradesh và các bang tiếng Hindi khác và Taluk/Taluka ở các bang Gujarat, Goa, Karnataka, Kerala, Maharashtra và Tamil Nadu.
Các đơn vị hành chính cấp nhỏ hơn như làng (village) và thôn (block) chỉ tồn tại ở các vùng nông thôn. Ở khu vực thành thị, các khu phố (urban local bodies) sẽ giữ địa vị tương ứng.

## Cấp thứ nhất

Bang và Lãnh thổ liên bang của Ấn Độ

Cấp hành chính địa phương thứ nhất là bang và lãnh thổ liên bang. Nếu như bang là các đơn vị hành chính có chính quyền được bầu ra, thì lãnh thổ liên bang là các đơn vị có chính quyền do Tổng thống Ấn Độ bổ nhiệm (ngoại trừ hai vùng lãnh thổ liên bang là Delhi và Puducherry vẫn có chính quyền do dân bầu). Hiện Ấn Độ có 28 bang và 8 lãnh thổ liên bang.
| STT   | Bang              | Mã ISO 3166-2 | Ngày thành lập    | Dân số      | Diện tích (km²) | Ngôn ngữ chính                                                                              | Thủ phủ                                                | Thành phố lớn nhất (nếu không phải là thủ phủ) | Số Huyện | Mật độ dân số |
| ----- | ----------------- | ------------- | ----------------- | ----------- | --------------- | ------------------------------------------------------------------------------------------- | ------------------------------------------------------ | ---------------------------------------------- | -------- | ------------- |
| 1     | Andhra Pradesh    | AP            | 1 tháng 11, 1956  | 49,386,799  | 160,205         | Tiếng Telugu, Tiếng Urdu, Tiếng Anh                                                         | Hyderabad (tạm thời) Amaravati                         |                                                | 13       | 308           |
| 2     | Arunachal Pradesh | AR            | 20 tháng 2, 1987  | 1,382,611   | 83,743          | Tiếng Anh                                                                                   | Itanagar                                               |                                                | 16       | 17            |
| 3     | Assam             | AS            | 15 tháng 8, 1947  | 31,169,272  | 78,550          | Tiếng Assam, Tiếng Bodo (tiếng địa phương), Tiếng Karbi                                     | Dispur                                                 | Guwahati                                       | 27       | 397           |
| 4     | Bihar             | BR            | 1 tháng 4, 1912   | 103,804,637 | 99,200          | Hindi, Urdu, tiếng Maithili, Magadhi                                                        | Patna                                                  |                                                | 38       | 1102          |
| 5     | Chhattisgarh      | CT            | 1 tháng 11, 2000  | 25,540,196  | 135,194         | Chattisgarhi, Hindi                                                                         | Raipur                                                 |                                                | 16       | 189           |
| 6     | Goa               | GA            | 30 tháng 5, 1987  | 1,457,723   | 3,702           | Tiếng Konkani                                                                               | Panaji                                                 | Vasco da Gama                                  | 2        | 394           |
| 7     | Gujarat           | GJ            | 1 tháng 5, 1960   | 60,383,628  | 196,024         | Tiếng Gujarati, Hindi, Tiếng Anh                                                            | Gandhinagar                                            | Ahmedabad                                      | 25       | 308           |
| 8     | Haryana           | HR            | 1 tháng 11, 1966  | 25,353,081  | 44,212          | Hindi, Haryanvi (tiếng địa phương)                                                          | Chandigarh (thủ phủ chung với vùng lãnh thổ liên bang) | Faridabad                                      | 21       | 573           |
| 9     | Himachal Pradesh  | HP            | 25 tháng 1, 1971  | 6,856,509   | 55,673          | Hindi                                                                                       | Shimla                                                 |                                                | 12       | 123           |
| 10    | Jharkhand         | JH            | 15 tháng 11, 2000 | 32,966,238  | 74,677          | Hindi                                                                                       | Ranchi                                                 | Jamshedpur                                     | 24       | 414           |
| 11    | Karnataka         | KA            | 1 tháng 11, 1956  | 61,130,704  | 191,791         | Kannada                                                                                     | Bangalore                                              |                                                | 30       | 319           |
| 12    | Kerala            | KL            | 1 tháng 11, 1956  | 33,387,677  | 38,863          | Malayalam, English                                                                          | Thiruvananthapuram                                     |                                                | 14       | 859           |
| 13    | Madhya Pradesh    | MP            | 1 tháng 11, 1956  | 72,597,565  | 308,252         | Hindi                                                                                       | Bhopal                                                 | Indore                                         | 45       | 236           |
| 14    | Maharashtra       | MH            | 1 tháng 5, 1960   | 112,372,972 | 307,713         | Marathi                                                                                     | Mumbai                                                 |                                                | 35       | 365           |
| 15-16 | Manipur           | MN            | 21 tháng 1, 1972  | 2,721,756   | 22,347          | Manipuri                                                                                    | Imphal                                                 |                                                | 9        | 122           |
| 17    | Meghalaya         | ML            | 21 tháng 1, 1972  | 2,964,007   | 22,720          | Khasi, Pnar, Garo, Hindi, English                                                           | Shillong                                               |                                                | 7        | 132           |
| 18    | Mizoram           | MZ            | 20 tháng 2, 1987  | 1,091,014   | 21,081          | Mizo                                                                                        | Aizawl                                                 |                                                | 8        | 52            |
| 19    | Nagaland          | NL            | 1 tháng 12, 1963  | 1,980,602   | 16,579          | English                                                                                     | Kohima                                                 | Dimapur                                        | 11       | 119           |
| 20    | Odisha            | OR            | 1 tháng 4, 1936   | 41,947,358  | 155,820         | tiếng Oriya                                                                                 | Bhubaneswar                                            |                                                | 30       | 269           |
| 21    | Punjab            | PB            | 1 tháng 11, 1966  | 27,704,236  | 50,362          | tiếng Punjabi, Hindi                                                                        | Chandigarh (thủ phủ chung với vùng lãnh thổ liên bang) | Ludhiana                                       | 17       | 550           |
| 22    | Rajasthan         | RJ            | 1 tháng 11, 1956  | 68,621,012  | 342,269         | Hindi                                                                                       | Jaipur                                                 |                                                | 32       | 201           |
| 23    | Sikkim            | SK            | 16 tháng 5, 1975  | 607,688     | 7,096           | tiếng Nepal, Bhutia, Lepcha, Limbu, Newari, Kulung, Gurung, Manggar, Sherpa, Tamang, Sunwar | Gangtok                                                |                                                | 4        | 86            |
| 24    | Tamil Nadu        | TN            | 26 tháng 1, 1950  | 72,138,958  | 130,058         | Tamil                                                                                       | Chennai                                                |                                                | 32       | 480           |
| 25    | Telangana         | TG            | 2 tháng 6, 2014   | 35,193,978  | 114,840         | Telugu, Urdu]]                                                                              | Hyderabad                                              |                                                | 10       | 307           |
| 26    | Tripura           | TR            | 21 tháng 1, 1972  | 3,671,032   | 10,491.69       | Bengali, Tripuri                                                                            | Agartala                                               |                                                | 4        | 555           |
| 27    | Uttar Pradesh     | UL            | 26 tháng 1, 1950  | 199,581,477 | 243,286         | Hindi, Urdu                                                                                 | Lucknow                                                | Kanpur                                         | 72       | 828           |
| 28    | Uttarakhand       | UT            | 9 tháng 11, 2000  | 10,116,752  | 53,566          | Hindi, Sanskrit                                                                             | Dehradun (interim)                                     |                                                | 13       | 189           |
| 29    | Tây Bengal        | WB            | 1 tháng 11, 1956  | 91,347,736  | 88,752          | Bengali, Anh                                                                                | Kolkata                                                |                                                | 18       | 1,029         |

| Lãnh Thổ                    | ISO 3166-2 code | Dân số     | Ngôn ngữ chính thức                                        | Thủ phủ      | Thành phố lớn nhất | Số Huyện | Số Vùng | Số Xã | Mật độ dân số | Tỉ lệ biết chữ(%) | Dân thành thị | Tỉ lệ giới tính |
| --------------------------- | --------------- | ---------- | ---------------------------------------------------------- | ------------ | ------------------ | -------- | ------- | ----- | ------------- | ----------------- | ------------- | --------------- |
| Quần đảo Andaman và Nicobar | AN              | 379,944    | Hindi, Tamil, Telugu, English                              | Port Blair   |                    | 2        | 547     | 3     | 46            | 86.27             | 32.6          | 878             |
| Chandigarh                  | CH              | 1,054,686  | Hindi, English, Punjabi                                    | Chandigarh   |                    | 1        | 24      | 1     | 9,252         | 86.43             | 89.8          | 818             |
| Dadra và Nagar Haveli       | DN              | 342,853    | Hindi, Gujarati, Tiếng Anh                                 | Silvassa     |                    | 1        | 70      | 2     | 698           | 77.65             | 22.9          | 775             |
| Daman và Diu                | DD              | 242,911    | Marathi, Gujarati, Tiếng Anh, Hindi                        | Daman và Diu |                    | 2        | 23      | 2     | 2169          | 87.07             | 36.2          | 618             |
| Lakshadweep                 | LD              | 64,429     | Malayalam, English                                         | Kavaratti    | Andrott            | 1        | 24      | 3     | 2013          | 92.28             | 44.5          | 946             |
| Delhi                       | DL              | 16,753,235 | —                                                          | Delhi        |                    | 9        | 165     | 62    | 11,297        | 86.34             | 93.2          | 866             |
| Pondicherry                 | PY              | 1,244,464  | Tiếng Pháp, Tamil, Telugu (regional), Malayalam (regional) | Pondicherry  |                    | 4        | 92      | 6     | 2,598         | 86.55             | 66.6          | 1,038           |
|                             |                 |            |                                                            |              |                    |          |         |       |               |                   |               |                 |

## Cấp thứ hai
Cấp hành chính địa phương thứ hai ở Ấn Độ là huyện (tiếng Hindi: ज़िला, zilā) gồm 604 đơn vị. Cấp này thấp hơn cấp bang, lãnh thổ liên bang và vùng hành chính.

## Cấp thứ ba
Cấp hành chính địa phương thứ ba ở Ấn Độ là xã, tùy theo bang có danh xưng khác nhau như tehsil (tiếng Urdu: تحصیل, tiếng Punjabi: ਤਹਿਸੀਲ, tiếng Hindi: तहसील), hay tahsil, tahasil, taluka, taluk hoặc taluq. Chính quyền của tehsil gọi là panchayat samiti.
| Bang              | Đơn vị hành chính cấp xã | Số lượng |
| ----------------- | ------------------------ | -------- |
| Andhra Pradesh    | Mandal                   | 664      |
| Arunachal Pradesh | Circle                   | 149      |
| Chhattisgarh      | Tehsil                   | 97       |
| Goa               | Taluka                   | 12       |
| Gujarat           | Taluka                   | 249      |
| Haryana           | Tehsil                   | 67       |
| Himachal Pradesh  | Tehsil                   | 149      |
| Jammu and Kashmir | Tehsil                   | 59       |
| Karnataka         | Taluka                   | 175      |
| Kerala            | Taluka                   | 75       |
| Madhya Pradesh    | Tehsil                   | 259      |
| Maharashtra       | Taluka                   | 353      |
| Nagaland          | Circle                   | 93       |
| Odisha            | Tehsil                   | 317      |
| Punjab            | Tehsil                   | 72       |
| Rajasthan         | Tehsil                   | 241      |
| Tamil Nadu        | Taluka                   | 201      |
| Telangana         | Mandal                   | 452      |
| Uttar Pradesh     | Tehsil                   | 305      |
| Uttarakhand       | Tehsil                   | 49       |

| Lãnh thổ liên bang          | Đơn vị hành chính cấp xã | Số lượng |
| --------------------------- | ------------------------ | -------- |
| Quần đảo Andaman và Nicobar | Tehsil                   | 7        |
| Chandigarh                  | Tehsil                   | 1        |
| Dadra và Nagar Haveli       | Taluka                   | 1        |
| Daman và Diu                | Taluka                   | 2        |
| Delhi                       | Tehsil                   | 34       |
| Puducherry                  | Commune Panchayat        | 10       |

## Cấp thấp nhất
Cấp hành chính địa phương thứ tư và thấp nhất ở Ấn Độ là thôn (tiếng Hindi: ग्राम, gram/gaon). Năm 2002, cấp này có 256.000 đơn vị.

## Cấu trúc
|                      |                      |                      |                      |                      |                      |  |  |                                            |                                            |                                            |                                            | Cộng hòa Ấn Độ                             |                                            |  |  |                               |                               |                               |                               |                               |                               |  |  |                                 |                                 |                                 |                                 |                                 |                                 |  |  |  |  |  |  |  |  |  |  |  |  |  |  |  |  |  |  |  |  |
|                      |                      |                      |                      |                      |                      |  |  |                                            |                                            |                                            |                                            |                                            |                                            |  |  |                               |                               |                               |                               |                               |                               |  |  |                                 |                                 |                                 |                                 |                                 |                                 |  |  |  |  |  |  |  |  |  |  |  |  |  |  |  |  |  |  |  |  |
|                      |                      |                      |                      |                      |                      |  |  |                                            |                                            |                                            |                                            |                                            |                                            |  |  |                               |                               |                               |                               |                               |                               |  |  |                                 |                                 |                                 |                                 |                                 |                                 |  |  |  |  |  |  |  |  |  |  |  |  |  |  |  |  |  |  |  |  |
|                      |                      |                      |                      |                      |                      |  |  | Bang                                       | Bang                                       | Bang                                       | Bang                                       | Bang                                       | Bang                                       |  |  | Vùng lãnh thổ                 | Vùng lãnh thổ                 | Vùng lãnh thổ                 | Vùng lãnh thổ                 | Vùng lãnh thổ                 | Vùng lãnh thổ                 |  |  |                                 |                                 |                                 |                                 |                                 |                                 |  |  |  |  |  |  |  |  |  |  |  |  |  |  |  |  |  |  |  |  |
|                      |                      |                      |                      |                      |                      |  |  | Bang                                       | Bang                                       | Bang                                       | Bang                                       | Bang                                       | Bang                                       |  |  | Vùng lãnh thổ                 | Vùng lãnh thổ                 | Vùng lãnh thổ                 | Vùng lãnh thổ                 | Vùng lãnh thổ                 | Vùng lãnh thổ                 |  |  |                                 |                                 |                                 |                                 |                                 |                                 |  |  |  |  |  |  |  |  |  |  |  |  |  |  |  |  |  |  |  |  |
|                      |                      |                      |                      |                      |                      |  |  |                                            |                                            |                                            |                                            |                                            |                                            |  |  |                               |                               |                               |                               |                               |                               |  |  |                                 |                                 |                                 |                                 |                                 |                                 |  |  |  |  |  |  |  |  |  |  |  |  |  |  |  |  |  |  |  |  |
|                      |                      |                      |                      |                      |                      |  |  |                                            |                                            |                                            |                                            | Khu                                        |                                            |  |  |                               |                               |                               |                               |                               |                               |  |  |                                 |                                 |                                 |                                 |                                 |                                 |  |  |  |  |  |  |  |  |  |  |  |  |  |  |  |  |  |  |  |  |
|                      |                      |                      |                      |                      |                      |  |  |                                            |                                            |                                            |                                            |                                            |                                            |  |  |                               |                               |                               |                               |                               |                               |  |  |                                 |                                 |                                 |                                 |                                 |                                 |  |  |  |  |  |  |  |  |  |  |  |  |  |  |  |  |  |  |  |  |
|                      |                      |                      |                      |                      |                      |  |  |                                            |                                            |                                            |                                            | Huyện                                      |                                            |  |  |                               |                               |                               |                               |                               |                               |  |  |                                 |                                 |                                 |                                 |                                 |                                 |  |  |  |  |  |  |  |  |  |  |  |  |  |  |  |  |  |  |  |  |
|                      |                      |                      |                      |                      |                      |  |  |                                            |                                            |                                            |                                            |                                            |                                            |  |  |                               |                               |                               |                               |                               |                               |  |  |                                 |                                 |                                 |                                 |                                 |                                 |  |  |  |  |  |  |  |  |  |  |  |  |  |  |  |  |  |  |  |  |
|                      |                      |                      |                      |                      |                      |  |  |                                            |                                            |                                            |                                            |                                            |                                            |  |  |                               |                               |                               |                               |                               |                               |  |  |                                 |                                 |                                 |                                 |                                 |                                 |  |  |  |  |  |  |  |  |  |  |  |  |  |  |  |  |  |  |  |  |
| Xã (Tehsils/Talukas) | Xã (Tehsils/Talukas) | Xã (Tehsils/Talukas) | Xã (Tehsils/Talukas) | Xã (Tehsils/Talukas) | Xã (Tehsils/Talukas) |  |  | Municipal Corporations (Maha-Nagar-Palika) | Municipal Corporations (Maha-Nagar-Palika) | Municipal Corporations (Maha-Nagar-Palika) | Municipal Corporations (Maha-Nagar-Palika) | Municipal Corporations (Maha-Nagar-Palika) | Municipal Corporations (Maha-Nagar-Palika) |  |  | Municipalities (Nagar-Palika) | Municipalities (Nagar-Palika) | Municipalities (Nagar-Palika) | Municipalities (Nagar-Palika) | Municipalities (Nagar-Palika) | Municipalities (Nagar-Palika) |  |  | City Councils (Nagar-Panchayat) | City Councils (Nagar-Panchayat) | City Councils (Nagar-Panchayat) | City Councils (Nagar-Panchayat) | City Councils (Nagar-Panchayat) | City Councils (Nagar-Panchayat) |  |  |  |  |  |  |  |  |  |  |  |  |  |  |  |  |  |  |  |  |
| Xã (Tehsils/Talukas) | Xã (Tehsils/Talukas) | Xã (Tehsils/Talukas) | Xã (Tehsils/Talukas) | Xã (Tehsils/Talukas) | Xã (Tehsils/Talukas) |  |  | Municipal Corporations (Maha-Nagar-Palika) | Municipal Corporations (Maha-Nagar-Palika) | Municipal Corporations (Maha-Nagar-Palika) | Municipal Corporations (Maha-Nagar-Palika) | Municipal Corporations (Maha-Nagar-Palika) | Municipal Corporations (Maha-Nagar-Palika) |  |  | Municipalities (Nagar-Palika) | Municipalities (Nagar-Palika) | Municipalities (Nagar-Palika) | Municipalities (Nagar-Palika) | Municipalities (Nagar-Palika) | Municipalities (Nagar-Palika) |  |  | City Councils (Nagar-Panchayat) | City Councils (Nagar-Panchayat) | City Councils (Nagar-Panchayat) | City Councils (Nagar-Panchayat) | City Councils (Nagar-Panchayat) | City Councils (Nagar-Panchayat) |  |  |  |  |  |  |  |  |  |  |  |  |  |  |  |  |  |  |  |  |
|                      |                      |                      |                      |                      |                      |  |  |                                            |                                            |                                            |                                            |                                            |                                            |  |  |                               |                               |                               |                               |                               |                               |  |  |                                 |                                 |                                 |                                 |                                 |                                 |  |  |  |  |  |  |  |  |  |  |  |  |  |  |  |  |  |  |  |  |
| Thôn (Gram/Gaon)     | Thôn (Gram/Gaon)     | Thôn (Gram/Gaon)     | Thôn (Gram/Gaon)     | Thôn (Gram/Gaon)     | Thôn (Gram/Gaon)     |  |  |                                            |                                            |                                            |                                            |                                            |                                            |  |  | Phố                           | Phố                           | Phố                           | Phố                           | Phố                           | Phố                           |  |  |                                 |                                 |                                 |                                 |                                 |                                 |  |  |  |  |  |  |  |  |  |  |  |  |  |  |  |  |  |  |  |  |

## Các bang có hơn 4 cấp hành chính
Ở một số bang của Ấn Độ, giữa cấp bang và cấp huyện còn có thêm một cấp nữa là khu hành chính (Division). Mười hai bang có khu hành chính là Assam, Bihar, Haryana, Jharkhand, Karnataka, Madhya Pradesh, Maharashtra, Punjab, Rajasthan, Uttar Pradesh, Uttarakhand và Tây Bengal.
Ở một số bang, giữa cấp huyện và cấp tehsil còn có thêm một cấp nữa là phó huyện (pargana, anuvibhag, mahakuma). Các bang và lãnh thổ liên bang có phó huyện là Assam, Bihar, Sikkim, Manipur, Tây Bengal và Lakshadweep.
Ở bang Karnataka, giữa cấp xã và cấp thôn còn có một cấp nữa là hobli.
Các cấp vùng hành chính, phó huyện và hobli đều là các cấp hành chính thực sự, nhưng không phải mọi bang đều có cấp này.